# NGC 538
NGC 538 je galaksija u zviježđu Kit.

## Vanjske poveznice
- SEDS: NGC 0538